# 小杉健治
小杉 健治（こすぎ けんじ、1947年3月20日 -）は、日本の小説家。日本推理作家協会、日本ペンクラブ会員。1993年から1994年まで日本推理作家協会賞短編および連作短編集部門の選考委員を務めた。

## 経歴
- 1947年3月20日、東京都墨田区に生まれる[1]。
- 東京都立葛飾野高等学校を経て[1]、コンピュータ専門学校卒業後、プログラマーとなり18年間勤務。
- 1982年、「牧原博士、最後の鑑定書」で第21回オール讀物推理小説新人賞候補。
- 1983年、「原島弁護士の処置」で第22回オール讀物推理小説新人賞を受賞し、小説家デビュー。
- 1986年、「赤い証言」で第40回日本推理作家協会 短編および連作短編集部門候補。
- 1987年、『絆』で第41回日本推理作家協会賞長篇部門受賞。
- 1988年、『絆』で第98回直木三十五賞候補。
- 1990年、『土俵を走る殺意』で第11回吉川英治文学新人賞受賞。

## 作品リスト

### 現代小説
※ 注記
■＝原島保（弁護士）登場作品
■＝水木邦夫（弁護士）登場作品
■＝瀬能寿夫（弁護士）登場作品
■＝結城静代（弁護士）登場作品
■＝矢尋・知坂（刑事）登場作品
■＝桐生賢太郎（検事）登場作品
■＝鶴見京介（弁護士）登場作品
■＝水田桂（弁護士）登場作品

#### 1980年代
- 陰の判決■（1985年5月 フタバノベルス / 1989年1月 新潮文庫）
- 弁護側の秘密■（1985年12月 フタバノベルス / 1987年4月 双葉文庫）
- 原島弁護士の愛と悲しみ（「原島弁護士の処置」から改題、1986年1月 文藝春秋 / 1989年5月 文春文庫 / 2008年4月 光文社文庫）
  - 収録作品：「原島弁護士の愛と悲しみ■」「赤い記憶」「冬の死」「愛の軌跡」「牧原博士、最後の鑑定書」
- 二重裁判■（1986年6月 廣済堂ブルーブックス / 1988年4月 天山文庫 / 1991年4月 集英社文庫）
- 死者の威嚇（1986年6月 講談社 / 1989年7月 講談社文庫 / 2022年2月 祥伝社文庫）
- 月村弁護士 逆転法廷（1986年7月 トクマ・ノベルズ / 1989年8月 徳間文庫）
- 法廷の疑惑■（1986年11月 フタバノベルス / 1988年12月 双葉文庫）
- 夏井冬子の先端犯罪（1987年4月 有楽出版社 / 1993年4月 集英社文庫）
- 絆■■（1987年6月 集英社 / 1990年6月 集英社文庫）
- 偽証（1987年8月 中央公論社 / 1995年6月 中公文庫 / 2020年6月 祥伝社文庫）
  - 収録作品：「偽証■」「赤い証言■」「涙雨からくり」「向島心中」「消えた女」「隠し絵」「絵の証言」
- 裁かれる判事――越後出雲崎の女（1987年8月 ノン・ノベル）
  - 【文庫】裁かれる判事 越後出雲崎の女（1992年10月 集英社文庫）
- 東京 - 岐阜Σ0秒の罠（1987年10月 カッパ・ノベルス / 1991年11月 光文社文庫）
- 影の核心（1988年4月 講談社 / 1991年4月 講談社文庫）
- 疑惑■（1988年6月 新潮文庫）
  - 【改題】容疑者圏外（2021年5月 祥伝社文庫）
- 汚名（1988年10月 集英社 / 1992年4月 集英社文庫）
- 崖（1989年2月 講談社 / 1992年3月 講談社文庫）
- 土俵を走る殺意（1989年5月 新潮ミステリー倶楽部 / 1994年1月 新潮文庫 / 2007年3月 光文社文庫）

#### 1990年代
- 最終鑑定（1990年1月 集英社 / 1994年4月 集英社文庫）
- 動機（1990年3月 光文社 / 1993年10月 光文社文庫）
  - 収録作品：「動機■」「自白調書」「償い」「手話法廷■」「元凶」「福祉裁判■」
- 虚飾の自画像（1990年6月 徳間書店 / 1993年9月 徳間文庫）
- 飛べない鴉（1990年9月 双葉社 / 1993年2月 双葉文庫）
- 下へのぼる街（1991年5月 勁文社 / 1992年8月 ケイブンシャノベルス / 1994年6月 ケイブンシャ文庫）
- 過去からの殺人（1992年1月 光文社 / 1995年3月 光文社文庫）- 連作短編集
  - 収録作品：「私娼窟の女」「夫婦棺」「孤児の恩誼」「過去からの谺」「15年目の訪問者」「父が消えた」「母娘塚」
- 検察者■■（1992年12月 集英社 / 1997年4月 集英社文庫）
- 裁きの扉（1993年5月 講談社 / 1996年5月 講談社文庫）
- 犯人のいない犯罪―質草人情物語（1993年10月 光文社 / 1999年1月 光文社文庫）- 連作短編集
  - 収録作品：「質草 象牙の撥」「怪異な質草」「蘇る古仏像」「密室の質草」「人情質屋の打算」「質札のお守り」「質屋廃業」
- 緋の廷■■（1994年2月 集英社）
  - 【改題】殺意の川（1998年4月 集英社文庫）
    - 収録作品：「季節のない川」「すみだ川」「罪の川」「偽りの川」「真実の川」
- 宿敵（1994年8月 新潮社 / 1998年12月 集英社文庫）
- 沈黙の土俵（1995年2月 勁文社 / 1997年2月 ケイブンシャ文庫）
- 帰還（1995年4月 双葉社 / 1998年4月 双葉文庫）
- 荒城の蒼き殺意■（1995年11月 カッパ・ノベルス）
- 容疑者■（1996年9月 講談社 / 1999年7月 講談社文庫）
- 多重人格裁判（1996年10月 双葉社 / 1999年7月 双葉文庫）
- 曳かれ者■（1997年2月 角川書店 / 2001年5月 角川文庫 / 2013年4月 竹書房文庫）
- 故郷への挽歌■（1997年5月 勁文社 / 2000年10月 ケイブンシャ文庫）
- 蘇る呪縛■（1997年6月 カッパ・ノベルス）
- 不遜な被疑者―女性弁護士・梶原藤子の事件と恋（1997年8月 集英社 / 2000年7月 集英社文庫）- 連作短編集
  - 収録作品：「言づけ」「尋ね人」「殺意」「襲撃者」「同級生」「片恋」「骨まで愛した」
- 失跡■（1997年11月 講談社 / 2000年11月 講談社文庫 / 2016年4月 集英社文庫）
- それぞれの断崖（1998年4月 日本放送出版協会 / 2001年4月 集英社文庫）
- 偽証法廷（1998年7月 双葉社 / 2002年11月 双葉文庫 / 2024年2月 祥伝社文庫）
- 落伍せし者（1999年2月 勁文社）
- 特許裁判（1999年4月 集英社文庫）

#### 2000年代
- 殺人法廷（2000年9月 双葉社 / 2004年1月 双葉文庫）
- 境界殺人（2000年11月 勁文社 / 2003年3月 講談社文庫 / 2011年1月 講談社文庫【新装版】）
- 灰の男（2001年3月 講談社 / 2004年3月 講談社文庫 / 2019年3月 祥伝社文庫）
- 残照（2001年12月 光文社 / 2004年1月 光文社文庫）
- 父と子の旅路（2003年1月 双葉社 / 2005年6月 双葉文庫）
- 正義を測れ―不動産トラブル請負人（2003年7月 光文社 / 2005年10月 光文社文庫）
- 水無川（2005年2月 集英社文庫）
- 父からの手紙（2003年7月 日本放送出版協会 / 2006年3月 光文社文庫）
- 検事・沢木正夫
  - 公訴取消し（2004年5月 双葉社 / 2006年12月 双葉文庫）
  - 第三の容疑者（2005年5月 双葉社 / 2010年7月 双葉文庫）
  - 共犯者（2006年5月 双葉社 / 2012年8月 双葉文庫）
  - 宿命（2007年7月 双葉社 / 2012年12月 双葉文庫）
  - 自首（2016年5月 双葉社 / 2019年5月 双葉文庫）
- もう一度会いたい（2007年1月 日本放送出版協会 / 2010年11月 光文社文庫）
- 家族（2009年4月 双葉社 / 2013年6月 双葉文庫）

#### 2010年代
- 黙秘 裁判員裁判■（2010年1月 集英社文庫）
- 裁判員――もうひとつの評議（2010年4月 NHK出版）
  - 【改題】もうひとつの評決（2023年2月 祥伝社文庫）
- 保身（2011年2月 双葉社 / 2014年2月 双葉文庫）
- 疑惑 裁判員裁判■（2011年3月 集英社文庫）
- 覚悟■（2012年4月 集英社文庫）
- 残り火■（2012年11月 双葉社 / 2015年10月 双葉文庫）
- 冤罪■（2013年4月 集英社文庫）
- 贖罪■（2014年4月 集英社文庫）
- 決断（2014年5月 双葉社 / 2017年5月 双葉文庫）
- 鎮魂■（2015年4月 集英社文庫）
- 暴力刑事（2015年10月 光文社文庫）- 連作短編集
  - 収録作品：「不倫刑事」「泥棒刑事」「退職刑事」「暴力刑事」「人情刑事」「懲戒刑事」
- 失踪■（2016年4月 集英社文庫）
- 逆転■（2017年4月 集英社文庫）
- 声なき叫び■（2017年6月 双葉社 / 2020年6月 双葉文庫）
- 最期■（2018年5月 集英社文庫）
- 罪なき子■（2018年6月 双葉社 / 2021年6月 双葉文庫）
- 生還■（2019年4月 集英社文庫）
- 逃避行（2019年9月 双葉社）

#### 2020年代
- 結願■（2020年4月 集英社文庫）
- 仮想真実■（2020年5月 朝日文庫）
- 死の扉（2020年10月 双葉社）
- 弁護士・水田桂 電網私刑■（2020年12月 朝日文庫）
- 邂逅■（2021年4月 集英社文庫）
- 母子草の記憶（2022年3月 双葉社）
- 奪還■（2022年4月 集英社文庫）
- 父の声（2022年7月 文春文庫）
- 連鎖■（2023年4月 集英社文庫）
- 最愛■（2024年4月 集英社文庫）

### 時代小説

#### シリーズ作品
| - 風烈廻り与力・青柳剣一郎（祥伝社文庫） 1. 札差殺し（2004年9月） 2. 火盗殺し（2005年1月） 3. 八丁堀殺し（2005年4月） 4. 刺客殺し（2006年3月） 5. 七福神殺し（2006年9月） 6. 夜烏殺し（2007年4月） 7. 女形殺し（2007年7月） 8. 目付殺し（2007年10月） 9. 闇太夫（2008年2月） 10. 待ち伏せ（2008年4月） 11. まやかし（2008年10月） 12. 子隠し舟（2009年2月） 13. 追われ者（2009年4月） 14. 詫び状（2009年10月） 15. 向島心中（2010年2月） 16. 袈裟斬り（2010年6月） 17. 仇返し（2010年10月） 18. 春嵐【上】（2011年5月） 19. 春嵐【下】（2011年5月） 20. 夏炎（2011年10月） 21. 秋雷（2012年2月） 22. 冬波（2012年6月） 23. 朱刃（2012年10月） 24. 白牙（2013年4月） 25. 黒猿（2013年9月） 26. 青不動（2013年12月） 27. 花さがし（2014年4月） 28. 人待ち月（2014年9月） 29. まよい雪（2014年12月） 30. 真の雨【上】（2015年5月） 31. 真の雨【下】（2015年5月） 32. 善の焔（2015年9月） 33. 美の翳（2015年12月） 34. 砂の守り（2016年4月） 35. 破暁の道【上】（2016年8月） 36. 破暁の道【下】（2016年8月） 37. 離れ簪（2016年12月） 38. 霧に棲む鬼（2017年4月） 39. 伽羅の残香（2017年9月） 40. 夜叉の涙（2017年12月） 41. 幻夜行（2018年4月） 42. 夢の浮橋（2018年7月） 43. 火影（2018年10月） 44. 泡沫の義（2019年1月） 45. 宵の凶星（2019年4月） 46. 虚ろ陽（2019年7月） 47. 蜻蛉の理（2019年10月） 48. 咲かずの梅（2020年1月） 49. 母の祈り（2020年4月） 50. 悲恋歌（2020年7月） 51. 白菊の声（2020年10月） 52. 生きてこそ（2021年2月） 53. 寝ず身の子（2021年4月） 54. 鼠子待の恋（2021年7月） 55. 恩がえし（2021年10月） 56. 隠し絵（2022年1月） 57. 一目惚れ（2022年4月） 58. 約束の月【上】（2022年7月） 59. 約束の月【下】（2022年7月） 60. ひたむきに（2022年10月） 61. 桜の下で（2023年1月） 62. 罪滅ぼし（2023年4月） 63. 心変わり（2023年7月） 64. わかれ道（2023年10月） 65. 妖刀（2024年1月） 66. 忘れえぬ（2024年4月） | - 三人佐平次捕物帳（角川春樹事務所時代小説文庫） 1. 地獄小僧（2004年11月） 2. 夜叉姫（2005年11月） 3. 丑の刻参り（2005年8月） 4. 修羅の鬼（2006年2月） 5. 狐火の女（2006年6月） 6. 天狗威し（2006年10月） 7. 神隠し（2007年4月） 8. 怨霊（2007年6月） 9. 美女競べ（2008年3月） 10. 佐平次落とし（2008年6月） 11. 魔剣（2008年9月） 12. 島流し（2009年6月） 13. 裏切り者（2009年9月） 14. 七草粥（2010年3月） 15. 闇の稲妻（2010年6月） 16. ひとひらの恋（2010年9月） 17. ふたり旅（2011年2月） 18. 兄弟の絆（2011年6月） 19. 夢追い門出（2011年9月） 20. 旅立ち佐平次（2012年3月） |

| - 栄次郎江戸暦（二見時代小説文庫） 1. 浮世唄三味線侍（2006年9月） 2. 間合い（2007年9月） 3. 見切り（2008年9月） 4. 残心（2009年8月） 5. なみだ旅（2010年9月） 6. 春情の剣（2011年9月） 7. 神田川斬殺始末（2011年12月） 8. 明烏の女（2012年9月） 9. 火盗改めの辻（2013年2月） 10. 大川端密会宿（2013年4月） 11. 秘剣音無し（2013年10月） 12. 永代橋哀歌（2014年9月） 13. 老剣客（2015年3月） 14. 空蝉の刻（とき）（2015年10月） 15. 涙雨の刻（とき）（2016年2月） 16. 闇仕合 (上)（2016年9月） 17. 闇仕合 (下)（2017年2月） 18. 微笑み返し（2017年9月） 19. 影なき刺客（2018年1月） 20. 辻斬りの始末（2018年9月） 21. 赤い布の盗賊（2019年1月） 22. 見えない敵（2019年9月） 23. 致命傷（2020年1月） 24. 帰って来た刺客（2020年10月） 25. 口封じ（2021年1月） 26. 幻の男（2021年9月） 27. 獄門首（2022年1月） 28. 殺し屋（2023年1月） 29. 殺される理由（2023年9月） 30. 闇夜の烏（2024年1月） | - どぶ板文吾義侠伝（講談社文庫） 1. 母子草（2006年10月） 2. つぐない（2007年12月） 3. 闇鳥（2008年6月） - 改題 はぐれ文吾人情事件帖（宝島社文庫） 1. はぐれ文吾人情事件帖（2014年3月） 2. 夜を奔る（2014年4月） 3. 雨上がりの空（2014年5月） 4. 宵待ちの月（2014年12月） 5. ちぎれ雲の朝（2016年2月） |

| - 般若同心と変化小僧（ベスト時代文庫 / 光文社文庫）9作目以降は光文社文庫 1. 天保怪盗伝（2007年6月 / 2014年10月） 2. つむじ風（2008年2月 / 2014年11月） 3. 陰謀（2009年1月 / 2014年12月） 4. 千両箱（2009年7月 / 2015年1月） 5. 闇芝居（2010年1月 / 2015年2月） 6. 闇の茂平次（2010年6月 / 2015年3月） 7. 掟破り（2011年1月 / 2015年4月） 8. 敵討ち（2011年7月 / 2015年5月） 9. 侠気（おとこぎ）（2015年6月） 10. 武士の矜持（2015年7月） 11. 鎧櫃（2016年3月） 12. 紅蓮の焔（2016年9月） 13. 天保の亡霊（2017年2月） | - 新九郎外道剣（光文社文庫） 1. 五万両の茶器（2008年11月） 2. 七万石の密書（2009年4月） 3. 六万石の文箱（2009年11月） 4. 一万石の刺客（2010年4月） 5. 十万石の謀反（2010年8月） 6. 一万両の仇討（2010年12月） 7. 三千両の拘引（2011年6月） 8. 四百万石の暗殺（2011年9月） 9. 百万両の密命（2012年4月【上・下】） |

| - 独り身同心（ハルキ文庫／コスミック文庫） 1. 縁談（2012年6月／2024年7月） 2. 破談（2012年11月） 3. 不始末（2013年3月） 4. 心残り（2013年6月） 5. 戸惑い（2013年11月） 6. 逃亡（2014年3月） 7. 決心（2014年6月） | - 質屋藤十郎隠御用（集英社文庫） 1. 質屋藤十郎隠御用（2012年11月） 2. からくり箱（2013年10月） 3. 赤姫心中（2014年12月） 4. 恋飛脚（2015年11月） 5. 観音さまの茶碗（2016年11月） 6. 質草の誓い（2017年11月） 7. 大工と掏摸（2018年11月） |

| - 人情同心神鳴り源蔵（光文社文庫） 1. 黄金観音（2012年12月） 2. 女衒の闇断ち（2013年5月） 3. 朋輩殺し（2013年9月） 4. 世継ぎの謀略（2014年1月） 5. 妖刀鬼斬り正宗（2014年4月） 6. 雷神の鉄槌（2014年9月） 7. 花魁心中（2017年8月） 8. 烈火の裁き（2018年4月） 9. 暗闇のふたり（2018年9月） 10. 同胞の契り（2019年6月） 11. 駆ける稲妻（2019年12月） | - 浪人・岩城藤次（角川文庫） 1. 江戸裏御用帖（2013年12月） 2. 江戸裏枕絵噺（2014年03月） 3. 江戸裏吉原談（2014年05月） 4. 江戸裏抜荷記（2014年12月） 5. 江戸裏日月抄（2015年02月） |

| - 蘭方医・宇津木新吾（双葉文庫） 1. 誤診（2014年12月） 2. 潜伏（2015年01月） 3. 奸計（2015年08月） 4. 別離（2016年07月） 5. 魔障（2017年06月） 6. 刀傷（2017年08月） 7. 売笑（2018年03月） 8. 毒死（2018年10月） 9. 再燃（2019年06月） 10. 無愧（2019年10月） 11. 遺文（2020年04月） 12. 奇病（2020年10月） 13. 恐喝（2021年08月） 14. 間者（2021年12月） 15. 老中（2022年12月） 16. 友情（2023年10月） | - 仇討ち東海道（幻冬舎時代小説文庫） 1. お情け戸塚宿（2015年6月） 2. 足留め箱根宿（2015年12月） 3. 振り出し三島宿（2016年6月） 4. 幕切れ丸子宿（2016年12月） |

| - 浅草料理捕物帖（ハルキ文庫） 1. 浅草料理捕物帖（2015年8月） 2. 市太郎ずし（2015年11月） 3. 正直そば（2016年6月） 4. てんぷら擬宝珠（2017年6月） 5. 明日の膳（2018年5月） | - 御用船捕物帖（朝日文庫） 1. 御用船捕物帖（2016年3月） 2. うたかたの恋（2016年10月） 3. 哀惜の剣（2017年5月） 4. 黎明の剣（2017年10月） |

| - 隠密同心（角川文庫） 1. 隠密同心（2016年5月） 2. 黄泉の刺客（2016年9月） 3. 裏切りの剣（2017年1月） 4. 幻の孤影（一）（2017年6月） 5. 幻の孤影（二）（2017年10月） 6. 幻の孤影（三）（2018年2月） 7. 闇の密約（一）（2018年6月） 8. 闇の密約（二）（2018年10月） 9. 闇の密約（三）（2019年3月） | - 遠山金四郎（幻冬舎時代小説文庫） 1. 遠山金四郎が斬る（2017年6月） 2. 遠山金四郎が奔る（2017年12月） 3. 遠山金四郎が咆える（2018年6月） 4. 遠山金四郎が消える（2018年12月） |

| - 天文方・伊能忠敬（朝日文庫） 1. 出奔（2018年10月） 2. 道標（2018年11月） | - 其角忠臣蔵異聞（光文社文庫） - 其角忠臣蔵（2018年12月） - 五戒の櫻（2022年11月） - 暁の雹（2022年12月） - 角なき蝸牛（2023年12月） |

| - 親子十手捕物帳（ハルキ文庫） 1. 親父の十手を受けついで（2019年5月） 2. 親父の十手が重すぎて（2019年7月） 3. 親父の十手を輝かせ（2019年11月） 4. 親子の絆を確かめて（2020年7月） 5. 親子の絆にあらがって（2020年8月） 6. 親子の絆に恋賭けて（2021年3月） 7. 親子の絆は永遠に（2021年7月） | - 八丁堀赤鬼忠孝譚（角川文庫） 1. おとっつあん（2019年7月） 2. 面影（2019年11月） 3. 償い（2020年3月） |

| - 九代目長兵衛口入稼業（集英社文庫） 1. 九代目長兵衛口入稼業（2019年11月） 2. 御金蔵破り（2020年11月） 3. 陰の将軍、烏丸検校（2021年11月） 4. 獄門首に誓った女（2022年11月） 5. 本所松坂町の怪（2024年1月） | - 義賊・神田小僧（幻冬舎時代小説文庫） 1. 天竺茶碗（2019年12月） 2. 月夜の牙（2020年6月） 3. 祈りの陰（2020年12月） 4. 名もなき剣（2021年6月） 5. 儚き名刀（2021年12月） |

| - 吟味方与力 望月城之進（光文社文庫） 1. 欺きの訴（2020年6月） 2. 翻りの訴 細腕敵討ち哀歌（2020年12月） 3. 情義の訴（2021年7月） | - 向島・箱屋の新吉（角川文庫） 1. 向島・箱屋の新吉（2020年8月） 2. 謎の客（2020年12月） 3. 梅若の涙雨（2021年4月） - 向島・箱屋の新吉 新章（角川文庫） 1. 箱屋の使命（2021年8月） 2. 忍び寄る危機（2021年12月） 3. 決断の刻（2022年12月） |

| - 情け深川 恋女房（ハルキ文庫） 1. 情け深川 恋女房（2022年9月） 2. 母子慕情（2023年2月） 3. 千住宿（2023年9月） 4. お伊勢参り（2024年2月） 5. 札差の死（2024年7月） | - はぐれ武士・松永九郎兵衛（幻冬舎時代小説文庫） 1. 商人殺し（2022年12月） 2. 剣の約束（2023年6月） 3. 殺しの影（2023年12月） 4. 宿敵の剣（2024年6月） |

| - 素浪人始末記（文春文庫） 1. 助太刀のあと（2023年8月） 2. 情死の罠（2024年2月） 3. 北風の用心棒（2025年2月） | - 春待ち同心（コスミック時代文庫） 1. 縁談（2024年7月） 2. 破談（2024年8月） 3. 不始末（2024年11月） 4. 心残り（2025年2月） 5. 戸惑い（2025年5月） |

#### シリーズ外作品
- 向島物語（1989年10月 中央公論社 / 1992年7月 中公文庫）
  - 収録作品：「竹屋の渡しの別れ」「すみだ川あと追い心中」「花街非情」「柳橋挽歌」
- 花の堤―新・向島物語（1995年9月 中央公論社）
  - 【改題】隅田川浮世桜（2005年8月 講談社文庫）
    - 収録作品：「二流役者」「隠れ家」「八方塞がり」「流浪」「再興の夢」「人身御供」「明治天一坊」「檜舞台」
- 元禄町人武士（1997年8月 光文社）
  - 【改題】大江戸人情絵巻―御家人月十郎（2001年2月 光文社時代小説文庫）
- 七人の岡っ引き（2001年11月 祥伝社）
  - 【改題】二十六夜待（2005年12月 祥伝社文庫）
- 江戸の哀花（2001年12月 集英社文庫）
- 奈落―上州無宿半次郎逃亡記（2003年9月 講談社文庫）
  - 【改題】追われ者半次郎（2014年9月 宝島社文庫）
- 白頭巾―月華の剣（2002年5月 祥伝社文庫）
- 翁面の刺客（2003年12月 祥伝社文庫）
- 本所奉行捕物秘帖 浪人街無情（2011年4月 双葉文庫）
- 密命浪人―深川仲町よろず事件帖（2012年8月 竹書房時代小説文庫）
  - 【改題】宝剣始末 浪人榊市之助（2015年10月 宝島社文庫）

### アンソロジー
「」内が小杉健治の作品
- 疑惑の構図（1984年11月 文春文庫）「原島弁護士の処置」
- 推理小説代表作選集 1986年版（1986年5月 講談社）「冬の死」
  - 【改題】殺人はお好き？ ミステリー傑作選21（1991年4月 講談社文庫）
- ミステリー大全集（1987年1月 新潮文庫）「赤い証言」
- 推理小説代表作選集 1987年版（1987年5月 講談社）「赤い証言」
  - 【改題】二転・三転・大逆転 ミステリー傑作選22（1992年4月 講談社文庫）
- ミステリー日本地図（1989年1月 新潮文庫）「十年」
- 推理小説代表作選集 1989年版（1989年5月 講談社）「十年」
  - 【改題・再編集】頭脳明晰、特技殺人 ミステリー傑作選24（1993年4月 講談社文庫）
- 熱砂が殺す（1989年8月 光文社カッパ・ノベルス）「骨董屋の女」
  - 【改題】冷血ホスピタル 日本ベストミステリー選集21（1995年8月 光文社文庫）
- 推理小説代表作選集 1990年版（1990年5月 講談社）「手話法廷」
  - 【改題・再編集】明日からは、殺人者 ミステリー傑作選26（1994年4月 講談社文庫）
- 推理小説代表作選集 1991年版（1991年5月 講談社）「福祉裁判」
  - 【改題・再編集】完全犯罪はお静かに ミステリー傑作選28（1995年5月 講談社文庫）
- 推理小説代表作選集 1992年版（1992年5月 講談社）「緋の川」
  - 【改題・再編集】あの人の殺意 ミステリー傑作選29（1995年11月 講談社文庫）
- 日本ベストミステリー「珠玉集」〈下〉 （1992年8月 光文社カッパ・ノベルス）「ある放浪者の最期」
  - 【改題】破滅のプレリュード 日本ベストミステリー選集24（1997年2月 光文社文庫）
- 短編で読む 推理傑作選50〈下〉（1995年11月 光文社）「原島弁護士の愛と悲しみ」
- ザ・ベストミステリーズ 1998 推理小説年鑑（1998年6月 講談社）「骨まで愛した」
  - 【分冊・改題】殺人者 ミステリー傑作選38（2000年11月 講談社文庫）
- 最新「珠玉推理」大全〈上〉（1998年8月 光文社カッパ・ノベルス）「義弟の死」
  - 【改題】幻惑のラビリンス 日本ベストミステリー選集28（2001年5月 光文社文庫）
- 不可思議な殺人 ミステリー・アンソロジー（2000年2月 祥伝社文庫）「遠い約束」
- M列車（ミステリー・トレイン）で行こう 最新ベスト・ミステリー旅と街をめぐる傑作編（2001年10月 光文社カッパ・ノベルス）「三たびの女」
  - 【文庫】Ｍ列車（ミステリー・トレイン）で行こう 日本ベストミステリー選集32（2005年5月 光文社文庫）
- 京都 愛憎の旅―京都ミステリー傑作選―（2002年5月 徳間文庫）「償い」
- 推理作家になりたくて 第六巻 謎 マイベストミステリー（2004年4月 文藝春秋）「原島弁護士の処置」
  - 【改題】マイ・ベスト・ミステリーⅥ（2007年12月 文春文庫）
- スペシャル・ブレンド・ミステリー 謎001（2006年9月 講談社文庫）「手話法廷」
- 息づかい 好色時代小説集（2007年2月 講談社文庫）「比丘尼宿の女」
- 時代推理傑作選 死人に口無し（2009年11月 徳間文庫）「形見」
- 判決 法廷ミステリー傑作集（2010年3月 徳間文庫）「手話法廷」
- 大江戸「町」物語（2013年12月 宝島社文庫）「八丁堀の刃」
- 宝石ザミステリー2014冬（2014年12月 光文社）「人情刑事」
- 競作時代アンソロジー 欣喜の風（2016年3月 祥伝社文庫）「跡取り」
- 日本推理作家協会賞受賞作家 傑作短編集 10 真実（2020年6月 双葉文庫）「赤い証言」

### 単行本未収録・未刊行作品
- 骨董屋の女（『オール讀物』1987年12月号）
- 十年（『小説新潮』1988年8月臨時増刊）

- ある放浪者の最期（『オール讀物』1991年7月号）

- マドンナ（『小説新潮』1991年10月号）
- 一瞬の光景（『オール讀物』1991年12月号）
- 不倫心中（『オール讀物』1993年6月号）
- 失踪（『オール讀物』1994年2月号）
- 半年後（『小説新潮』1994年6月号）
- 義弟の死（『オール讀物』1995年11月号）
- 遠い約束（『小説ＮＯＮ』1996年2月号）
- 姉の秘密（『週刊小説』1996年8月30日号）
- 目印（『小説新潮』1996年12月号）
- 赤い合図（『小説宝石』1997年8・9月号） - 懸賞犯人当て
- 優雅荘事件（『小説宝石』1998年12月号・1999年1月号） - 懸賞犯人当て
- 三たびの女（『週刊小説』1999年9月17日号・10月1日号）
- 表彰刑事（『宝石 ザ ミステリー 2016』）
- 迷宮刑事（『宝石 ザ ミステリー Red』）
- 応援刑事（『宝石 ザ ミステリー Blue』）
- 捜査の死角（『小説推理』2022年10月号～2023年2月号） - 長編

## 映像化作品

### テレビドラマ

#### TBS系
- 恋はミステリー劇場
  - 原島弁護士の愛と悲しみ（1985年2月13日 - 20日、全2話、主演：緒形拳）
- 月曜ドラマスペシャル
  - 交通刑務所・刑務官（1995年5月29日、主演：大地康雄）
- 月曜ミステリー劇場・月曜ゴールデン
  - 検事・沢木正夫シリーズ（主演：榎木孝明）
    - 殺意の分岐点（2004年6月7日）
    - 公訴取り消し（2006年6月26日）

  - 冤罪〜父と子の旅路〜（2005年6月6日、主演：橋爪功）
  - 法廷サスペンスSP
    - 第2弾・家族〜あなたに死刑が宣告できますか？〜（2009年5月18日、主演：大塚寧々、原作：家族）
    - 第4弾・二重裁判（2009年6月1日、主演：蓮佛美沙子）
- 逆転弁護士・水木邦夫～声なき叫び～（2020年3月9日[2]、主演：草刈正雄、原作：声なき叫び）

#### 日本テレビ・読売テレビ系
- 火曜サスペンス劇場
  - 赤い記憶（1985年2月26日、主演：北大路欣也）
  - 女弁護士・水城邦子シリーズ（主演：丘みつ子）
    - 陰の判決（1988年10月25日）
    - 逆転裁判（1989年5月2日）
    - 手話法廷（1990年1月9日）
    - 疑惑法廷（1991年1月22日、原作：福祉裁判『動機』所収）
    - 苦い判決（1991年9月3日）
    - 緋の川（1992年3月3日）
    - 灰色無罪（1993年7月27日、原作：罪の川）

  - 疑惑（1989年5月9日、主演：多岐川裕美）
  - 自白調書 深夜の路上OL殺人事件!（1989年12月19日、主演：若村麻由美）
  - 赤いコートの女（1990年2月27日、主演：多岐川裕美）
  - 隠し絵の女（1990年10月30日、主演：山口智子）
  - 切り裂かれた絵（1992年10月27日、主演：山本陽子、原作：虚飾の自画像）
  - 告発のカルテ（1994年5月10日、主演：かたせ梨乃）
  - 当番弁護士シリーズ（主演：坂口良子）
    - 1995年10月17日 - 1999年8月3日までの間に全8回放送

  - 絆（1996年10月8日、主演：十朱幸代）
  - 逆転有罪（2000年2月22日、主演：伊藤蘭、原作：最終鑑定）
- 木曜ゴールデンドラマ
  - 裁く女（1988年3月10日、主演：星野知子）
- ドラマコンプレックス
  - ブラックウィドー（2005年12月6日、主演：片平なぎさ、原作：殺人法廷）

#### フジテレビ・関西テレビ系
- 金曜女のドラマスペシャル
  - 弁護側の秘密（1986年9月19日、主演：中井貴惠）
  - 二重裁判 宿命の女（1987年4月24日、主演：中井貴惠）
- 京都サスペンス
  - ほたる草心中（1987年12月14日、主演：范文雀）
  - 十年（1989年10月23日、主演：松崎しげる）
- 現代推理サスペンス
  - 赤い証言（1991年2月4日、主演：松原千明）
- オトナの土ドラ（東海テレビ）
  - 家族の旅路〜家族を殺された男と殺した男〜（2018年2月3日 - 3月24日、全8話、主演：滝沢秀明、原作：父と子の旅路）
  - それぞれの断崖（2019年8月3日 - 9月21日、全8話、主演：遠藤憲一）

#### テレビ東京・BSジャパン系
- 月曜・女のサスペンス
  - 原島弁護士の愛と悲しみ（1989年7月31日、主演：田村亮）
- それぞれの断崖（2000年4月19日 - 6月21日、全10話、主演：三浦友和）
- 女と愛とミステリー
  - 骨壷を抱く二人の女（2001年10月31日、主演：藤田朋子・小柳ルミ子、原作：二重裁判）
  - 絆（2002年3月20日、主演：渡哲也）
  - 十年~妻が夫を裏切った日（2004年1月25日、主演：大杉漣）
  - 坊さん弁護士・郷田夢栄2 被告席に立つ女（2004年7月4日、主演：萩原健一）
- BSミステリー・水曜ミステリー9
  - 父からの手紙（2007年12月23日、主演：檀れい）
  - 偽証法廷（2012年4月4日、主演：寺脇康文）
  - 検事・沢木正夫（主演：寺脇康文）
    - 第三の容疑者（2013年9月25日）
    - 公訴取消し（2014年12月24日）

  - 残り火（2014年10月29日、主演：伊東四朗）
  - 決断（2015年3月4日、主演：中村俊介）
  - 保身（2015年7月1日、主演：小泉孝太郎）[3]
- 月曜プレミア8
  - 当番弁護士 梶原藤子の事件ファイル（2020年6月22日 - 、主演：松下由樹、原作：不遜な被疑者たち）

#### テレビ朝日系
- 土曜ワイド劇場
  - 消えた女 浴衣の美人姉妹に殺意が… 東京-白川郷-郡上八幡（1989年8月19日、主演：叶和貴子）
  - 事件シリーズ（主演：北大路欣也）
    - 第11作・逆転法廷（2004年2月28日）
    - 第12作・絆（2006年4月29日）
    - 第13作・熟年離婚殺人事件（2008年8月30日）- 原案

  - 愛と死の境界線（2011年3月26日、主演：黒木瞳、原作：境界殺人）